# 2428 Kamenyar
2428 Kamenyar је астероид главног астероидног појаса. Приближан пречник астероида је 28,54 ,
а средња удаљеност астероида од Сунца износи 3,164 астрономских јединица (АЈ).
Инклинација (нагиб) орбите у односу на раван еклиптике је 9,333 степени, а орбитални период износи 2056,206 дана (5,629 година). Ексцентрицитет орбите астероида износи 0,093.
Апсолутна магнитуда астероида износи 11,00 а геометријски албедо 0,086.
Астероид је откривен 11. септембра 1977. године.